# Oskar Höcker (Schauspieler, 1892)
Hugo Wilhelm Oskar Höcker (* 21. Juli 1892 in Karlsruhe; † 14. Dezember 1959 in Enzklösterle Baden-Württemberg) war ein deutscher Schauspieler und Schriftsteller.

## Leben
Höcker wurde als Sohn des badischen Hofschauspielers Hugo Höcker und der Schauspielerin Minna Höcker-Berens geboren. Nach der Schulausbildung ließ er sich an der Theaterakademie Wien unter Albert Heine zum Schauspieler ausbilden.
Mit 20 Jahren wirkte er in Kattowitz, danach folgten Angebote, die ihn nach Bremen und an Münchens Kammerspiele im Schauspielhaus führten. Dann spielte Höcker Rollen am Deutschen Theater, am Schiller-Theater, an der Volksbühne und am Theater der Jugend im Schillertheater. Weitere Bühnenstationen in Berlin waren das Theater in der Stresemannstraße, das Komödienhaus und nach 1945 die Komödie und die Tribüne.
Seit 1930 beim Film, gehörte er zu jenen Nebendarstellern, die regelmäßig für Großproduktionen engagiert wurden. Allein von 1930 bis 1945 wirkte er in mehr als 70 Filmen mit. Höcker stand 1944 in der Gottbegnadeten-Liste des Reichsministeriums für Volksaufklärung und Propaganda.
Seine letzte filmische Arbeit war die Rolle eines Justizwachtmeisters in der Satire Der Fackelträger. Danach ließ sich Oskar Höcker im Luftkurort Enzklösterle nieder, wo er 1959 im Alter von 67 Jahren starb.

## Filmografie
- 1931: Die 3 Groschen Oper
- 1931: Drei Tage Liebe
- 1931: Yorck
- 1931: Der Hauptmann von Köpenick
- 1931: M
- 1931: Berlin Alexanderplatz
- 1931: Kameradschaft
- 1932: Das erste Recht des Kindes
- 1932: Ich will nicht
- 1933: Zwei gute Kameraden
- 1933: Heut’ kommt’s drauf an
- 1933: Das Testament des Dr. Mabuse
- 1933: Johannisnacht
- 1933: Seine erste Liebe
- 1934: Elisabeth und der Narr
- 1934: La Paloma. Ein Lied der Kameradschaft
- 1934: Der Herr der Welt
- 1934: Liebe, Tod und Teufel
- 1935: Das Mädchen Johanna
- 1935: Der Zigeunerbaron
- 1935: Pygmalion
- 1936: Trau – schau – wem
- 1936: Stärker als Paragraphen
- 1936: Boccaccio
- 1936: Standesamt 10.15 Uhr (Kurzfilm)
- 1936: Fahrerflucht
- 1937: Togger
- 1937: Alarm in Peking
- 1937: Zu neuen Ufern
- 1937: Der Mustergatte
- 1937: Der Biberpelz
- 1937: Tango Notturno
- 1938: Monika - Eine Mutter kämpft um ihr Kind
- 1938: Schüsse in Kabine 7
- 1938: Geheimzeichen LB 17
- 1938: Nanon
- 1938: Nanu, Sie kennen Korff noch nicht?
- 1938: Mordsache Holm
- 1938: Pour le Mérite
- 1938: Ich bin gleich wieder da
- 1939: Mann für Mann
- 1939: Im Namen des Volkes
- 1939: Roman eines Arztes
- 1939: Ein ganzer Kerl
- 1940: Jud Süß
- 1940: Falschmünzer
- 1941: Am Abend auf der Heide
- 1941: Blutsbrüderschaft
- 1941: Sein Sohn
- 1942: Anuschka
- 1942: Der Seniorchef
- 1943: Akrobat schö-ö-ö-n
- 1943: Paracelsus
- 1943: Der unendliche Weg
- 1944: Der Fall Molander (unvollendet)
- 1944: Leuchtende Schatten (unvollendet)
- 1944/49: Freitag, der 13.
- 1946: Freies Land
- 1949: Wohin die Züge fahren
- 1951: Der Untertan
- 1951: Die Meere rufen
- 1951: Das verurteilte Dorf
- 1952: Geheimakten Solvay
- 1952: Anna Susanna
- 1953: Die Unbesiegbaren
- 1957: Der Fackelträger

## Theater
- 1930: William Shakespeare: Wie es euch gefällt (Charles, Meisterringer) – Regie: Heinz Hilpert (Deutsches Theater Berlin)
- 1945: William Shakespeare: Ein Sommernachtstraum (Egeus)  – Regie: Hanns Schulz-Dornburg (Freilichtbühne am Waldsee Berlin-Zehlendorf)
- 1947: Konstantin Simonow: Die russische Frage (Keßler) – Regie: Albert Fischel (Staatstheater Dresden)